# Cerkiew Zaśnięcia Najświętszej Maryi Panny w Szczebrzeszynie
Cerkiew Zaśnięcia Przenajświętszej Bogurodzicy – prawosławna cerkiew filialna w Szczebrzeszynie. Należy do parafii św. Jerzego w Biłgoraju, w dekanacie Zamość diecezji lubelsko-chełmskiej Polskiego Autokefalicznego Kościoła Prawosławnego.
Budynek został w swojej obecnej postaci wzniesiony w XVI w., na fundamentach starszej świątyni. Być może ta wcześniejsza świątynia to pierwszy katolicki kościół św. Mikołaja, który ufundował ok. 1394 Dymitr z Goraja, ówczesny właściciel Szczebrzeszyna. Andrzej Górka prawdopodobnie przejął od katolików kościół i przekształcił go na zbór kalwiński. Mała liczba protestantów nie potrzebowała jednak do użytku tak dużego obiektu sakralnego i Górkowie przekazali go wyznawcom prawosławia. Jednocześnie Andrzej i Stanisław Górkowie przekazali fundusze na przebudowę świątyni. Przez pierwsze kilka dziesięcioleci funkcjonowania była to cerkiew prawosławna, po 1596 przyjęła unię. W jurysdykcji diecezji chełmskiej pozostawała do jej likwidacji, przeprowadzonej przez władze carskie w 1875. W okresie, gdy cerkiew w Szczebrzeszynie należała do unitów, została kilkakrotnie wyremontowana i przebudowana, przez co zatraciła cechy wschodniochrześcijańskiej architektury sakralnej. Na przełomie XVIII i XIX w. do wnętrza świątyni wstawiono wzorowane na łacińskich ołtarze główny i boczne, które usunięto w czasie przebudowy w latach 1867–1870. 
Po wejściu w życie ukazu tolerancyjnego cara Mikołaja II zdecydowana większość wiernych parafii szczebrzeszyńskiej, zmuszonych wcześniej do przyjęcia prawosławia, przeszła do Kościoła rzymskokatolickiego. Cerkiew pozostała jednak czynna do 1915, tj. do momentu, gdy w mieście przebywali rosyjscy urzędnicy i wojskowi. Po odzyskaniu niepodległości przez Polskę nie została ponownie otwarta, gdyż w Szczebrzeszynie pozostały tylko dwie osoby wyznania prawosławnego. W 1938 znajdowała się na liście cerkwi przeznaczonych do zniszczenia w ramach akcji rewindykacyjno-polonizacyjnej, jednak po protestach mieszkańców jej rozbiórka została przerwana. 
Po II wojnie światowej obiekt przeszedł na własność Skarbu Państwa. Początkowo użytkowany jako magazyn, a następnie całkowicie porzucony, z czasem uległ całkowitej dewastacji. W 2006 zrujnowaną cerkiew otrzymał na własność Polski Autokefaliczny Kościół Prawosławny. W latach 2008–2010 obiekt został poddany gruntownemu remontowi, w czasie którego odkryte i odsłonięte zostały siedemnastowieczne malowidła ścienne, a ikonostas, zniszczony w czasie I wojny światowej, odrestaurowany.
Świątynia jest najstarszym obiektem sakralnym będącym w posiadaniu PAKP. Znajduje się w przy ulicy Sądowej 11. Została wpisana do rejestru zabytków 24 listopada 1956 i 24 marca 1970 pod nr A/474.

## Historia

### Okres i okoliczności powstania
Niektórzy autorzy piszący o cerkwi szczebrzeszyńskiej, m.in. prawosławny proboszcz miejscowej parafii Timofiej Tracz, zaangażowany w rusyfikację ziemi chełmskiej, świadomie powtarzają za autorem osiemnastowiecznej unickiej kroniki parafialnej, ks. Janem Karolem Lipowieckim, błędną informację o ufundowaniu cerkwi już w 1194. Ks. Lipowiecki, pragnąc podnieść prestiż swojej świątyni, świadomie sfałszował opis początków jej funkcjonowania, twierdząc, jakoby jej fundatorem był ruski i prawosławny książę Andrzej Górka. W rzeczywistości Andrzej Górka, kasztelan międzyrzecki, żył w XVI stuleciu. Cerkiew mogła powstać przed tym stuleciem (choć po 1194). Spotyka się również informację o wzniesieniu świątyni na miejscu XII-wiecznego kościoła łacińskiego. 
Badania architektoniczne i archeologiczne dowodzą, że w okresie XV – I połowa XVI wieku świątynia składała się z absydy z kryptą i z prostokątnej nawy. Być może był to pierwszy kościół św. Mikołaja, ufundowany ok. 1394 przez Dymitra z Goraja, co miało związek z erekcją pierwszej na tym terenie parafii katolickiej przeprowadzonej przez arcybiskupa halickiego Jakub Strepa w końcu 1397 – początek 1398 r. W latach 1555–1592, gdy właścicielami miasta byli protestanccy Górkowie, Andrzej Górka prawdopodobnie przejął od katolików kościół i przekształcił go na zbór kalwiński, jednak mała liczba protestantów spowodowała, że Górkowie przekazali go wyznawcom prawosławia. Jednocześnie Andrzej i Stanisław Górkowie przekazali fundusze na przebudowę świątyni. Historyk sztuki Piotr Krasny wskazuje szereg przesłanek sugerujących szesnastowieczny rodowód zachowanego do dziś obiektu. Z 1540 pochodzą żelazne drzwi w ścianie prezbiterium, opatrzone inicjałami Andrzeja Górki, co być może wskazywało na niego jako fundatora obiektu. Również ogólny wygląd świątyni w pierwszym okresie jej istnienia, ustalony dzięki badaniom archeologicznym w latach 80. i 90. XX wieku, zbliżony jest do wyglądu szesnastowiecznych cerkwi prawosławnych Wołynia. 
Świątynia prawosławna najprawdopodobniej funkcjonowała w Szczebrzeszynie w połowie XIV w. Z tego okresu pochodzi pierwsza pisemna wzmianka o miejscowości, która opisuje ją jako oppidum Ruthenicale. Pierwsza bezpośrednia informacja o prawosławnej parafii datowana jest jednak dopiero na rok 1588, mówi przy tym o cerkwi istniejącej już od dawna. Dalsze informacje, dotyczące uposażenia cerkwi i przekazania jej półłanka w Rozłopach, przekazuje dokument wystawiony w 1593 przez Jana Czarnkowskiego.

### Cerkiew unicka
Świątynia w Szczebrzeszynie należała do eparchii chełmskiej i razem z nią przeszła w 1596, na mocy decyzji biskupa chełmskiego Dionizego, na unię. Nie zachowały się dokumenty, które pozwoliłyby ustalić, czy o cerkiew w Szczebrzeszynie toczony był gwałtowny spór między zwolennikami unii i prawosławia, tak, jak miało to miejsce w wielu innych parafiach eparchii chełmskiej. Już w lutym 1620 unicki biskup chełmski Atanazy Pakosta zwołał do Szczebrzeszyna soborczyk duchowieństwa z miejscowego okręgu cerkiewnego (dekanatu), co mogłoby świadczyć o faktycznym, a nie tylko formalnym, przyjęciu unii w miejscowej parafii. Mimo to jeszcze w 1670 Ulryk Werdum w swoim opisie Szczebrzeszyna wskazał, że tylko nieliczni wierni miejscowej cerkwi faktycznie uważali się za katolików, większość pozostawała przy prawosławiu. W 1751 do unickiej cerkwi w Szczebrzeszynie uczęszczało ok. 293 wiernych, z czego jedynie 47 pochodziło z samego miasta. Było to wynikiem sukcesywnej utraty wiernych na rzecz Kościoła rzymskokatolickiego, jaka dokonywała się od XV w. i nie ustała po przyjęciu unii.
W połowie XVIII w. ks. Andrzej Karpiński zainicjował częściowy remont świątyni, w czasie którego wzniesiono nowy skarbiec. Istniał on jednak tylko przez kilkadziesiąt lat, do 1777. Ks. Karpiński planował dalszą renowację cerkwi, jednak zmarł, zanim zrealizował swoje plany. Na cele remontowe pozostawił 5 tys. złotych. Remont przeprowadził ostatecznie ks. Jan Karol Lipowiecki. Skłoniła go do tego katastrofa budowlana prezbiterium świątyni, które zawaliło się na dwa dni przed Bożym Narodzeniem w 1777. Rozpoczęcie remontu polecił ks. Lipowieckiemu biskup chełmski Maksymilian Ryłło, który wizytował obiekt wiosną tego samego roku. Biskup ten szczególnie troszczył się o wygląd i wystrój świątyń w kierowanej przez siebie administraturze. Do prac remontowych przystąpiono mimo niewystarczających środków, jakimi dysponowała parafia. 19 maja 1777 ks. Lipowiecki sprowadził z Zamościa majstra murarskiego i  architekta, który opracował projekt i kosztorys prac. Twórcą tym był prawdopodobnie Fryderyk Gisges.
Pierwszy etap remontu, obejmujący wymianę ścian prezbiterium i wykonanie prowizorycznego dachu, trwał miesiąc. Po tym czasie parafia szczebrzeszyńska musiała zrezygnować z kontynuacji prac z powodu braku środków. Dopiero dziesięć lat później do renowacji przystąpiono ponownie. Do lata 1787 wykończono prace w prezbiterium, kładąc nową posadzkę i dach, zaś w 1795 do cerkwi wstawiono ławki. Budowa obszernego prezbiterium, które zastąpiło dawne niewielkie pomieszczenie ołtarzowe, zmieniła układ wnętrza cerkwi, upodabniając ją do kościołów rzymskokatolickich lub wzniesionych w XVIII wieku cerkwi unickich o zlatynizowanej architekturze (np. cerkiew św. Mikołaja w Chełmie, cerkiew w Klesztowie). Nie wiadomo, czy ks. Lipowiecki, decydując o tak poważnej zmianie w wyglądzie budowli, kierował się swoistą modą na wznoszenie unickich świątyń podobnych do kościołów, świadomie pragnął nadać obiektowi kształt podobny do kościoła łacińskiego, czy też uznał nowy układ przestrzenny za wygodniejszy.
Następca ks. Lipowieckiego na probostwie szczebrzeszyńskim, ks. Teodor Batycki, kontynuował prace remontowe i dekoracyjne w cerkwi. W 1799 nakazał naprawę parkanu otaczającego teren świątyni, w roku następnym opłacił kolejne roboty na dachu oraz wstawił do świątyni ołtarz główny na miejsce tradycyjnego ikonostasu. W 1842 ołtarz ten został opisany jako czwórkolumnowa edikula ujęta dwoma drzwiami, nad którymi umieszczono dwie postacie aniołów. W edikuli znajdowała się uważana za cudotwórczą ikona Matki Bożej. Po ołtarzu głównym ks. Batycki zamówił dla cerkwi jeszcze dwa ołtarze boczne z ikonami św. Mikołaja i Zaśnięcia Matki Bożej. Do 1808 w wyglądzie cerkwi szczebrzeskiej doszło do kolejnych poważnych przeobrażeń. Zniszczono wieżę na jej elewacji. W 1829 ks. Jan Iwaszkiewicz zainicjował kolejną przebudowę obiektu, którą kierował majster Daszkiewicz. W ciągu kolejnych siedmiu lat w ramach tejże przebudowy zburzono kryłosy i wykonano neogotycką elewację, być może według projektu wykonanego jeszcze w 1808. Inspiracją dla wyglądu nowej fasady mógł być wygląd kościoła w Wielączy, natomiast sama cerkiew w Szczebrzeszynie stała się wzorem dla twórców cerkwi w Zamchu powstałej w latach 1842–1843. Według innego źródła neogotycka fasada, ufundowana przez Stanisława Kostkę Zamoyskiego, została wzniesiona jeszcze w 1808. Tym samym budowla ostatecznie zatraciła zewnętrzne cechy wschodniochrześcijańskiej architektury sakralnej, co odpowiadało tendencjom w unickim budownictwie sakralnym epoki i poglądom ówczesnego biskupa chełmskiego Ferdynanda Dąbrowy-Ciechanowskiego. 
Już w 1837 cerkiew znowu wymagała remontu, w roku tym wymieniono pokrycie jej dachu. Bardziej kompleksowa renowacja została przeprowadzona na koszt rosyjskiej administracji powiatu zamojskiego w latach 1867–1870. Poprawie stanu technicznego świątyni towarzyszyło przy tym usuwanie niektórych elementów wyposażenia niezgodnych z prawosławną tradycją. Z wnętrza usunięto ołtarze boczne, umieszczając eksponowane w nich ikony w nowym, jednorzędowym ikonostasie. Opisywana renowacja także nie dała trwałych efektów. Nowy dach już w 1873 został zniszczony przez wichurę. Ponieważ jego naprawy dokonano dopiero po pewnym czasie, świątynia popadła w niemal całkowitą ruinę.

### Cerkiew prawosławna

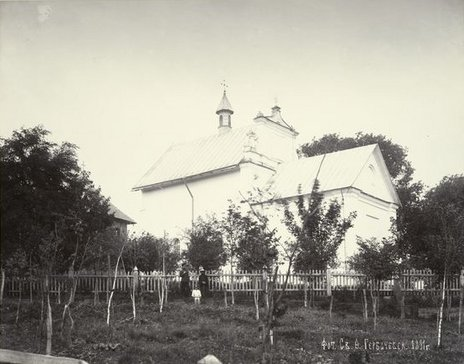
Widok cerkwi w 1891

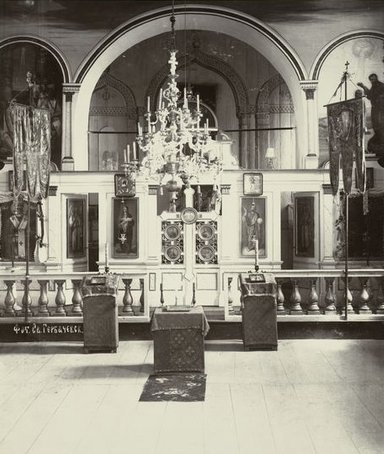
Wnętrze cerkwi w 1891

Cerkiew w Szczebrzeszynie została ponownie przekazana parafii prawosławnej w 1875, na skutek likwidacji unickiej diecezji chełmskiej. Formalnie miejscowi wierni przeszli na prawosławie 27 maja 1875 w Zamościu, wiadomo jednak, że wielu z nich nie czuło się w żaden sposób związanych z nowym wyznaniem i starało się bezskutecznie o przyjęcie do Kościoła rzymskokatolickiego. Z uwagi na zły stan techniczny budynku władze rosyjskie rozważały jego rozbiórkę i przekazanie parafii prawosławnej kościoła pofranciszkańskiego. Ostatecznie w 1876 przystąpiono do kolejnego remontu cerkwi Zaśnięcia Matki Bożej, w czasie którego z dachu zrzucono sygnaturkę i zastąpiono ją cebulastą kopułką.
Ks. Timofiej Tracz, miejscowy proboszcz prawosławny, bez większego powodzenia starał się przyciągnąć opornych wiernych do prawosławia, także przy pomocy miejscowej rosyjskiej administracji oraz policji. Duchowny ten fałszywie opisywał sytuację szczebrzeszyńskiej parafii, twierdząc, iż stale uczęszcza do cerkwi nawet 1100 wiernych. W rzeczywistości parafia szczebrzeszyńska de facto nie funkcjonowała, chociaż ks. Tracz uważany był za jednego z najlepszych kaznodziejów prawosławnych w eparchii chełmsko-warszawskiej. Po ogłoszeniu w 1905 ukazu tolerancyjnego cara Mikołaja II z możliwości legalnej konwersji na katolicyzm skorzystała w Szczebrzeszynie zdecydowana większość wiernych. Cerkiew pozostawała mimo to czynna, służąc przebywającym w Szczebrzeszynie wojskowym i urzędnikom rosyjskim. Po ich wyjeździe na bieżeństwo w 1915 została zamknięta i jako nieużytkowana uległa dewastacji w latach I wojny światowej.

### Nieczynna świątynia
W 1919 cerkiew w Szczebrzeszynie nie znalazła się na liście świątyń prawosławnych przewidywanych przez polskie Ministerstwo Wyznań Religijnych i Oświecenia Publicznego do udostępnienia wiernym. Decyzja ta wywołana była brakiem wiernych – w dwudziestoleciu międzywojennym w miejscowości wyznanie prawosławne zadeklarowały dwie osoby. W 1926 Ministerstwo Wyznań Religijnych i Oświecenia Publicznego uznało, że świątynia, jako cenny zabytek, mogłaby funkcjonować jako malownicza ruina. Wyposażenie nieczynnej cerkwi zaginęło w bliżej nieznanych okolicznościach. 
W 1938 znalazła się na liście cerkwi przeznaczonych do wyburzenia w ramach akcji rewindykacyjno-polonizacyjnej. Rozpoczęto prace rozbiórkowe, które jednak przerwano pod wpływem protestów mieszkańców, w tym Maurycego Zamoyskiego. Z cerkwi zerwano kopułę i dach oraz zburzono dzwonnicę. 

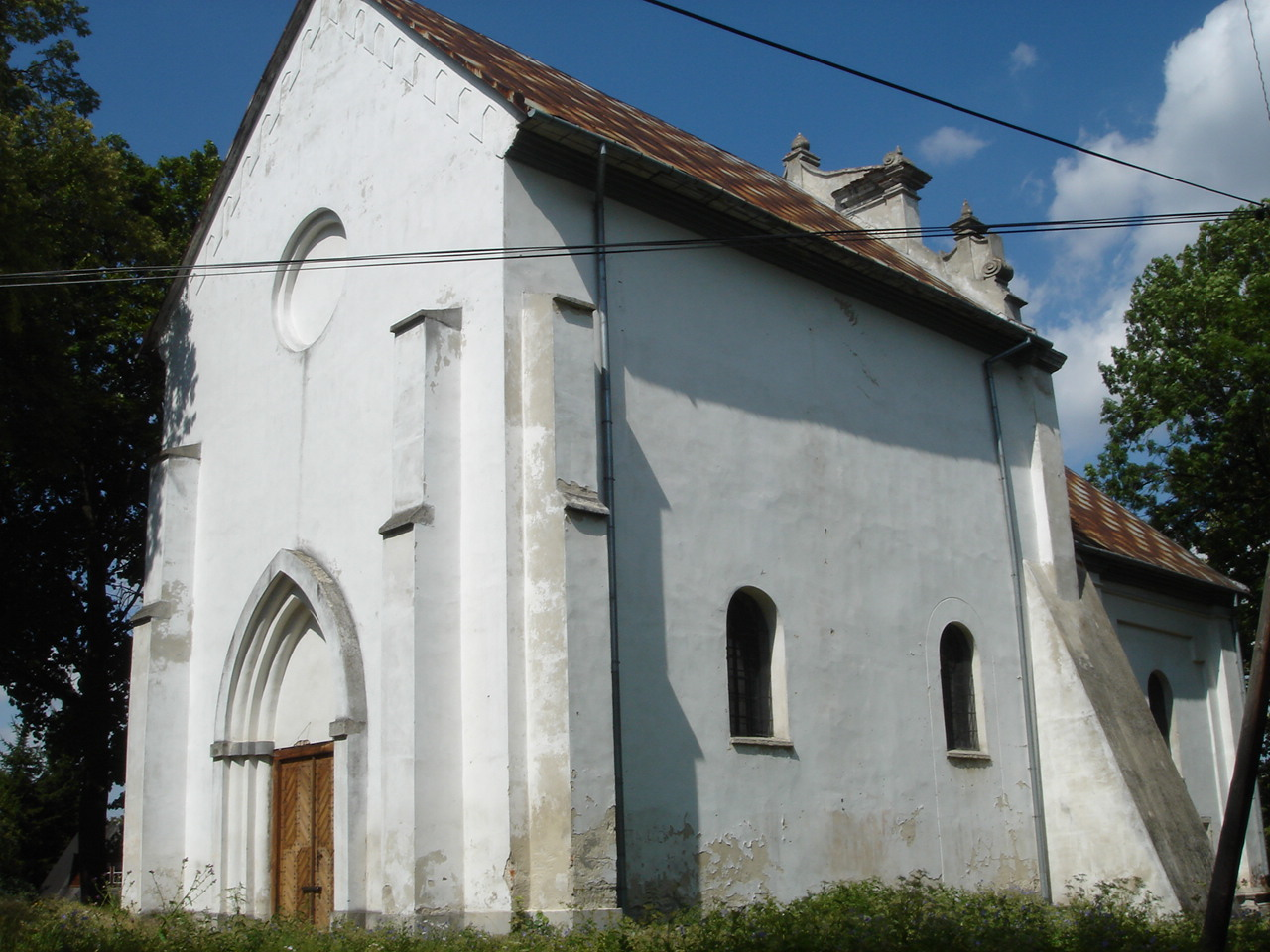
Stan przed remontem z lat 2008–2010

Po II wojnie światowej budowla była krótko użytkowana jako magazyn. Następnie została ostatecznie porzucona i stała się własnością Skarbu Państwa, na koszt którego przeprowadzano w kolejnych dekadach jedynie doraźne reperacje. W latach 1952–1953 budynek ponownie zadaszono i wzmocniono jego mury, obiekt remontowano także w latach 70. XX wieku. Szerzej zakrojone prace konserwatorskie rozpoczęto jednak dopiero w 1981, chociaż w momencie powtórnego wpisu do rejestru zabytków w 1970 cerkiew opisano jako „rzadki przykład XVI-wiecznej murowanej budowli cerkiewnej z zachowanym autentycznym detalem architektonicznym”.

### Ponowne przejęcie przez Kościół prawosławny. Renowacja
W 2006 budynek został zwrócony Polskiemu Autokefalicznemu Kościołowi Prawosławnemu. Stał się cerkwią filialną parafii św. Mikołaja w Zamościu. W momencie przejmowania przez parafię prawosławną obiekt był zdewastowany i zaśmiecony.
W marcu 2008 Unia Europejska, w ramach Mechanizmu Finansowego Europejskiego Obszaru Gospodarczego (EOG) i Norweskiego Mechanizmu Finansowego, dla priorytetu „Ochrona kulturowego dziedzictwa europejskiego, w tym transport publiczny i odnowa miast”, przyznała Polskiemu Autokefalicznemu Kościołowi Prawosławnemu kwotę 1 571 904 euro na remont i wyposażenie świątyni (oraz cerkwi św. Symeona Słupnika w Dołhobyczowie). W ramach prac dokonano odsłonięcia i konserwacji malowideł ściennych w cerkwi, odtworzono ikonostas, wyremontowano nawę i prezbiterium budynku oraz odbudowano jego ogrodzenie.
Nabożeństwa w świątyni odbywają się jedynie w najważniejsze święta prawosławne, gdyż liczba wiernych zamieszkujących miasto i okolicę jest niewielka. Obiekt stale jest natomiast udostępniany do zwiedzania.
Od września 2019 r. świątynia podlega prawosławnej parafii św. Jerzego w Biłgoraju. Nabożeństwa w cerkwi odprawiane są w drugą i czwartą niedzielę każdego miesiąca oraz w święto patronalne (15 sierpnia).

## Architektura

### Bryła budynku

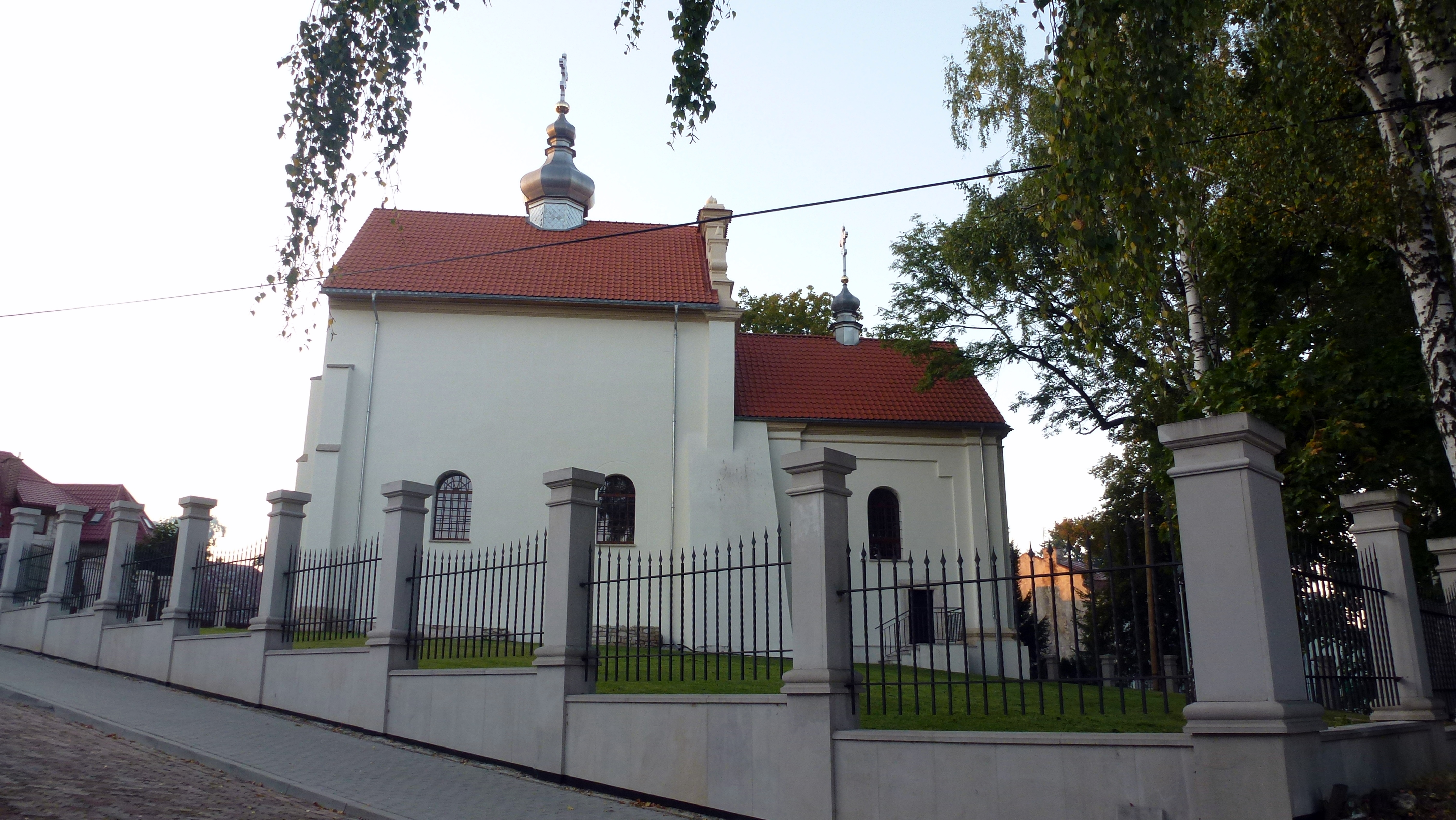
Współczesny widok świątyni (po remoncie z lat 2008–2010)

Prace archeologiczne przeprowadzone w latach 80. i 90. XX wieku pozwoliły ustalić wiek poszczególnych części świątyni oraz jej pierwotny wygląd. Najstarszą częścią obiektu jest prostokątna nawa. Pierwotnie przed jej frontową ścianą znajdowała się wieża, zaś pomieszczenie ołtarzowe zamknięte było trójbocznie. Takie rozplanowanie świątyni przypomina szesnastowieczną prawosławną architekturą sakralną Wołynia. Przy bocznych ścianach świątyni archeolodzy odnaleźli fundamenty półkolistych aneksów, wykonane z ciosów piaskowcowych (fundamenty nawy wykonano z kamieni polnych). Oznacza to, że pierwotnie cerkiew posiadała apsydiole (kryłosy), będące typowym elementem architektury cerkiewnej Europy Środkowej. Powstały one najpewniej w XVII w. W tym samym okresie nad ścianą wschodnią cerkwi wykonano szczyt oparty na motywie edikuli z dużą płycizną w polu. Masywne ukształtowanie wolut i innych detali pozwalają domniemywać, że jego wykonawcami byli artyści związani z warsztatem Wojciecha Lenartowicza lub Jana Michała Linka, którzy w tym samym stuleciu pracowali przy kilku innych świątyniach na terenie Ordynacji Zamojskiej.
Cerkiew jest jednonawowa, orientowana. Oprócz wejścia głównego od strony zachodniej świątynia posiada także dodatkowe drzwi od południa, prowadzące wprost do prezbiterium. Cały budynek skonstruowano na planie prostokąta, prostokątne jest także pomieszczenie ołtarzowe. Budowla wzniesiona została z kamienia wapiennego na wapiennej zaprawie. Wyjątkami są obramowania okien, nadproża i częściowo przypory, które wykonano przy użyciu ceramicznej cegły. Przypory na styku prezbiterium i nawy są jedynie obudowane cegłą, wewnątrz wypełnia je bowiem kamień wapienny. Nawa, pierwotnie kryta sklepieniem, od remontu w latach 80. XX wieku przykryta jest żelbetowym stropem. Nie przetrwało także sklepienie w prezbiterium. Cerkiew kryta jest dachem dwuspadowym krytym ocynkowaną blachą stalową. Nad łukiem tęczowym znajduje się ozdobny szczyt, pierwotnie kryty dachówką ceramiczną. 

### Wystrój wnętrza i jego dawne wyposażenie
Pierwotne wyposażenie cerkwi w Szczebrzeszynie nie zachowało się. Wyjątkiem są drzwi z 1540. W świątyni zachował się zespół malowideł ściennych wykonanych na przełomie XVI i XVII w. Freski przedstawiają sceny z Apokalipsy oraz sceny pasyjne. Obecność herbów Jelita i Trach na jednej z warstwy fresków umożliwiają uznanie za fundatorów przynajmniej części dekoracji Marcina Zamoyskiego i jego żonę Annę Franciszkę z d. Gnińską. Jeśli przyjąć, że powstały one za życia małżonków, należałoby datować je na okres 1674–1689. Ok. 1718 freski zostały poddane konserwacji na polecenie ordynata Tomasza Józefa Zamoyskiego i jego żony Antoniny zd. Zahorowskiej. Fakt ten upamiętnia dwudzielny herb Jelita i Korczak zdobiony motywem z liści akantu. 
W zbiorach muzeum w Zamościu przechowywane są ikony Matki Bożej i Chrystusa Pantokratora, pierwotnie znajdujące się w dolnym rzędzie ikonostasu świątyni. Fiodor Gorbaczewski w swojej pracy o zabytkach prawosławia na ziemi chełmskiej opisywał także ikonę Zaśnięcia Matki Bożej z cerkwi w Szczebrzeszynie, pierwotnie eksponowaną na miejscu przeznaczonym dla ikony patronalnej cerkwi. Wizerunki te powstały w XVII w., w tym samym czasie, co cały ikonostas. Opis konstrukcji zawarty w osiemnastowiecznej kronice ks. Lipowieckiego pozwala domniemywać, że przypominał on podobne efektowne konstrukcje znane z cerkwi I Rzeczypospolitej. W końcu XVIII w. ikonostas został zastąpiony przez ołtarz główny, zaś w czasie remontu w latach 1867–1870 na jego miejscu pojawił się z kolei ikonostas jednorzędowy.
Ikona Matki Bożej z cerkwi w Szczebrzeszynie była obiektem szczególnego kultu jako wizerunek cudotwórczy, zwłaszcza w XVIII w., informacje o kulcie w następnym stuleciu są bardzo skąpe. Kult ten miał zasięg lokalny.